# Rozhledna Krásno
Rozhledna Krásno, též Rozhledna Krásenský vrch, se nachází na zalesněném vrcholu Na vyhlídce, asi 1 km jižně od města Krásno v okrese Sokolov v Karlovarském kraji. Je chráněna jako kulturní památka České republiky.

## Historie
Rozhledna byla postavena v letech 1933–1935, tedy v období Velké hospodářské krize. Plán rozhledny vytvořili architekt Fritz Hoffmann a sochař Willy Russ. Výstavba rozhledny poskytla práci asi dvěma desítkám nezaměstnaných. Aby se ušetřilo na dopravě materiálu, byly kameny na stavbu získávány z okolí. Několik desítek metrů jihozápadně od vrcholu byl otevřen menší kamenolom. Pozůstatek lomu je v terénu pořád ještě patrný. Rozhledna byla slavnostně otevřena dne 23. června 1935. Ještě během stavby rozhledny byl v blízkosti postaven výletní hostinec, ze kterého se dochovaly pouze nepatrné zbytky kamenného zdiva. Během Mnichovské krize sloužila rozhledna jako pozorovatelna československým ozbrojeným složkám. Po německé okupaci došlo asi v květnu 1939 na počest Adolfa Hitlera k přejmenování rozhledny na Adolf Hitler-Warte. Po druhé světové válce nebyla zajišťována ani základní minimální údržba a stavba rychle chátrala. Výstup na rozhlednu začal být životu nebezpečný a musel být proto zakázán. Teprve v 80. letech 20. století byly provedeny menší dílčí opravy. Velké opravy se rozhledna dočkala až v roce 1996. Finančně se na opravě podílely občanské iniciativy, státní památková péče a Sudetoněmecká nadace. Práce zahájila v květnu 1996 firma Ekostav Krásno a opravy dokončila 23. října téhož roku. Ke slavnostnímu znovuotevření došlo 5. července 1997.
V srpnu 2011 zvítězila rozhledna Krásenský vrch v anketě iDNES.cz o nejhezčí rozhlednu České republiky.

## Stavební podoba
Podle Jana Nouzy byl předobrazem krásenské rozhledny spirálovitý minaret al-Malwejía u Velké mešity v iráckém městě Samarra. Kamenná stavba má tvar dutého válce, po plášti se vzhůru vine spirálovitě točité schodiště a rozhledna tak připomíná Babylonskou věž. Kruhová základna věže je 11 metrů široká, vyhlídková terasa ve výšce 25 m má v průměru 3 m. Síla zdiva u základů dosahuje 2,5 metrů. Celkový objem kamenného zdiva činí 850 m³. Na vyhlídkovou terasu vede 120 schodů.
Na vrcholu je kruhová plošina s kamennou obrubou, do které byly vsazeny porcelánové desky popisující kruhový rozhled.

## Přístup
Rozhledna je celoročně volně přístupná, k rozhledně vede z Krásna žlutě značená turistická stezka. Celková délka trasy od kostela v Krásně je asi 1,2 km, s převýšením 80 m. Je vhodná pro pěší turisty a cyklisty na horských kolech. Další možný přístup je od krásenského hřbitova u silnice z Krásna do Bečova nad Teplou. Z místa odbočení ze silnice, kde bylo vybudováno menší parkoviště, vede k rozhledně místní žlutě značená šotolinová cesta. Délka trasy je přibližně 950 metrů, s převýšením asi 50 m. Cesta není vhodná pro dětské kočárky. Třetí možností je cyklostezka č. 2135 od rozcestníku Krásenka s délkou trasy 1,6 km. Trasa je vhodná pro cyklisty a dětské kočárky.

## Výhled zrozhledny
Z vyhlídkové terasy rozhledny je kruhový výhled na Slavkovský les, Krušné hory, Tepelskou vrchovinu a Doupovské hory. Severním směrem jsou vidět hřebeny Krušných hor s Klínovcem, Blatenským vrchem a Božídarským Špičákem, severovýchodním směrem vulkanické vrcholy Doupovských hor. Východním směrem je pohled na stolovou horu Vladař v Tepelské vrchovině, jižně na Podhorní vrch, dominantu a nejvyšší horu Tepelské vrchoviny. Západně přes náhorní plošinu jsou vidět hory Lesný a Lysina, dva nejvyšší vrcholy Slavkovského lesa. K orientaci při výhledu napomáhají porcelánové informační tabulky na ochoze rozhledny.